# جريج غونثر
جريج غونثر (بالإنجليزية: Gregg Guenther)‏ هو لاعب كرة قدم أمريكية أمريكي، ولد في 29 يناير 1982 في كالاباساس في الولايات المتحدة.

## وصلات خارجية
- جريج غونثر على موقع كلية كرة السلة في سبورتس رفرنس.كوم (الإنجليزية)
- جريج غونثر على موقع مرجع كرة القدم المحترفة.كوم (الإنجليزية)